# Campionati mondiali di sollevamento pesi 2018
I Campionati mondiali di sollevamento pesi 2018, 84ª edizione maschile e 27ª femminile della manifestazione, si sono svolti dal 1° al 10 novembre 2018 ad Aşgabat, in Turkmenistan, alla Weightlifting Arena dell'Aşgabat Olympic Complex.

## Scelta della sede
In origine il paese organizzatore dei campionati doveva essere il Perù e la città ospitante Lima (che prevalse al ballottaggio sulla Turchia) ma il 19 novembre 2015 la federazione peruviana decise di declinare l'organizzazione dell'evento per problemi organizzativi. In un primo momento, i campionati dovevano disputarsi dal 23 novembre al 3 dicembre 2018: in seguito le date furono anticipate.
Il logo della manifestazione consisteva in un'illustrazione astratta di un atleta sollevatore progettata da uno studio di design di Aşgabat. Per celebrare l'evento, l'allora presidente del Turkmenistan Gurbanguly Berdimuhamedow sollevò un bilanciere d'oro, anche se senza pesi reali, durante una riunione di consiglio mentre i suoi subordinati lo applaudivano. La scena bizzarra, trasmessa dai media statali, ebbe larga eco nella stampa mondiale.
Questa è stata la prima edizione dei campionati dopo che l'IWF ha cambiato le categorie e i limiti di peso per la terza volta in tempi recenti dopo il 1993 e il 1998. La Federazione internazionale aveva inoltre annullato tutti i record mondiali precedenti, definendo per ciascuna categoria tre "Mondiali standard", nel totale e nei due singoli esercizi; solo le prestazioni che superavano i mondiali standard predefiniti erano validati come nuovi record.

## Squalifiche
Le competizioni furono caratterizzate da diciassette squalifiche, tra cui due atleti e sette atlete thailandesi, squalificati tra gennaio e febbraio del 2019 per doping; in seguito, la Thailandia si autoescluse dai campionati mondiali del 2019, pur mantenendo l'organizzazione, e fu esclusa con la Malaysia dai Giochi olimpici di Tokyo del 2020. I nove atleti thailandesi squalificati furono Teerapat Chomchuen, Witsanu Chantri, Thunya Sukcharoen, Sopita Tanasan, Chayuttra Pramongkol, Sukanya Srisurat, Rattanawan Wamallun, Duangaksorn Chaidee e Chitchanok Pulsabsakul.
Gli altri squalificati furono:
- Bünyamin Sezer nei pesi gallo maschili, squalificato nel novembre 2021 – tre anni dopo la conclusione dei campionati – fino al novembre 2023[14] per la presenza del metabolita dello stanozololo nelle controanalisi delle provette,[15] e il 16º posto ottenuto nel mondiale fu annullato;

- Nijat Rahimov nei pesi leggeri maschili, squalificato per otto anni nel marzo del 2022 – quattro anni dopo la conclusione dei campionati – per scambio di provette durante i Giochi olimpici di Rio de Janeiro del 2016;[16] l'atleta nel marzo del 2023 fece ricorso contro la sentenza,[17] ma il Tribunale Arbitrale dello Sport confermò il verdetto di squalifica il 12 dicembre 2023[18] e l'8º posto ottenuto nel mondiale fu annullato;

- Maksim Mudreuski nei pesi massimi leggeri maschili, squalificato per quattro anni nell'agosto del 2020[19] – due anni dopo la conclusione dei campionati – per scambio di provette avvenuto nel marzo del 2016[20] che non concluse la gara;

- Irmantas Kačinskas nei pesi massimi leggeri maschili, squalificato nel gennaio del 2020 per utilizzo di sostanze proibite[21] e il 24º posto ottenuto nel mondiale fu annullato;

- Žygimantas Stanulis nei pesi massimi primi maschili, squalificato nel gennaio del 2020 per utilizzo di sostanze proibite [21] e il 18° posto ottenuto nel mondiale fu annullato;

- Rustam Djangabev nei pesi supermassimi maschili, squalificato per quattro anni nel febbraio del 2019 – fino al febbraio 2023 – per l'ormone somatotropo[22] e il 3º posto ottenuto nel mondiale fu annullato;

- Cristina Iovu nei pesi piuma femminili, squalificata per otto anni nel dicembre 2018[23] – fino al dicembre 2026 – per sostituzione e manipolazione delle sacche di sangue[22] e il 4º posto ottenuto nel mondiale fu annullato;

- Lin Tzu-Chi nei pesi medi femminili, squalificata per otto anni nel novembre 2018 per essere risultata positiva agli steroidi nel giugno del 2016; dapprima squalificata per due anni,[24] in base a un ricorso presentato dalla WADA e dal Tribunale Arbitrale dello Sport la squalifica venne ampliata fino al novembre del 2026[25] e il 4º posto ottenuto nel mondiale fu annullato.

## Titoli in palio
Per la prima volta, ai campionati mondiali vengono assegnati 20 titoli, in 10 categorie maschili e 10 femminili, sotto elencate.
Categorie maschili
| Categoria            | Eventi         | Atl. | Gr. |
| -------------------- | -------------- | ---- | --- |
| Pesi mosca           | Fino a 55 kg   | 15   | 2   |
| Pesi gallo           | Fino a 61 kg   | 30   | 3   |
| Pesi piuma           | Fino a 67 kg   | 31   | 3   |
| Pesi leggeri         | Fino a 73 kg   | 41   | 4   |
| Pesi medi            | Fino a 81 kg   | 50   | 4   |
| Pesi massimi leggeri | Fino a 89 kg   | 32   | 3   |
| Pesi mediomassimi    | Fino a 96 kg   | 35   | 3   |
| Pesi massimi primi   | Fino a 102 kg  | 22   | 2   |
| Pesi massimi         | Fino a 109 kg  | 35   | 3   |
| Pesi supermassimi    | Oltre i 109 kg | 30   | 3   |

Categorie femminili
| Categoria            | Eventi          | Atl. | Gr. |
| -------------------- | --------------- | ---- | --- |
| Pesi mosca           | Fino a 45 kg    | 8    | 1   |
| Pesi gallo           | Fino a 49 kg    | 35   | 3   |
| Pesi piuma           | Fino a 55 kg    | 43   | 4   |
| Pesi leggeri         | Fino a 59 kg    | 36   | 3   |
| Pesi medi            | Fino a 64 kg    | 52   | 4   |
| Pesi massimi leggeri | Fino a 71 kg    | 27   | 3   |
| Pesi mediomassimi    | Fino a 76 kg    | 17   | 2   |
| Pesi massimi primi   | Fino a 81 kg    | 22   | 2   |
| Pesi massimi         | Fino a 87 kg    | 17   | 2   |
| Pesi supermassimi    | Oltre gli 87 kg | 26   | 3   |

## Calendario eventi
Il 1º agosto viene diffuso il calendario degli eventi con i titoli da assegnare nelle giornate di gare. Le 20 gare, ciascuna suddivisa in gruppi da uno a quattro, sono distribuite su 10 giorni di competizione. Il 31 ottobre si è tenuto il Congresso della IWF e il 1º novembre si è svolta la cerimonia di apertura.
Nella tabella seguente il quadrato completamente blu si riferisce alla giornata delle eliminatorie dei gruppi per ciascuna categoria, mentre i quadrati blu col pallino nero si riferiscono alle giornate delle finali per le assegnazioni delle medaglie.
| Giorno→ Categoria ↓ | Gi 01 | Ve 02 | Sa 03 | Do 04 | Lu 05 | Ma 06 | Me 07 | Gi 08 | Ve 09 | Sa 10 |
| ------------------- | ----- | ----- | ----- | ----- | ----- | ----- | ----- | ----- | ----- | ----- |
| 55 kg               |       | ●     |       |       |       |       |       |       |       |       |
| 61 kg               |       |       | ●     |       |       |       |       |       |       |       |
| 67 kg               |       |       |       | ●     |       |       |       |       |       |       |
| 73 kg               |       |       |       | ●     |       |       |       |       |       |       |
| 81 kg               |       |       |       |       | ●     |       |       |       |       |       |
| 89 kg               |       |       |       |       |       | ●     |       |       |       |       |
| 96 kg               |       |       |       |       |       |       | ●     |       |       |       |
| 102 kg              |       |       |       |       |       |       |       | ●     |       |       |
| 109 kg              |       |       |       |       |       |       |       |       | ●     |       |
| +109 kg             |       |       |       |       |       |       |       |       |       | ●     |

| Giorno→ Categoria ↓ | Gi 01 | Ve 02 | Sa 03 | Do 04 | Lu 05 | Ma 06 | Me 07 | Gi 08 | Ve 09 | Sa 10 |
| ------------------- | ----- | ----- | ----- | ----- | ----- | ----- | ----- | ----- | ----- | ----- |
| 45 kg               |       | ●     |       |       |       |       |       |       |       |       |
| 49 kg               |       |       | ●     |       |       |       |       |       |       |       |
| 55 kg               |       |       | ●     |       |       |       |       |       |       |       |
| 59 kg               |       |       |       | ●     |       |       |       |       |       |       |
| 64 kg               |       |       |       |       | ●     |       |       |       |       |       |
| 71 kg               |       |       |       |       |       | ●     |       |       |       |       |
| 76 kg               |       |       |       |       |       |       | ●     |       |       |       |
| 81 kg               |       |       |       |       |       |       |       | ●     |       |       |
| 87 kg               |       |       |       |       |       |       |       |       | ●     |       |
| +87 kg              |       |       |       |       |       |       |       |       |       | ●     |

## Nazioni partecipanti
Le nazioni che hanno partecipato ai campionati furono 88 per un totale di 604 partecipanti (321 atleti e 283 atlete). Tra parentesi i partecipanti per nazione.
- Albania  (5)
- Algeria  (2)
- Arabia Saudita  (2)
- Armenia  (8)
- Australia  (5)
- Austria  (1)
- Azerbaigian  (7)
- Bangladesh  (1)
- Bielorussia  (16)
- Belgio  (2)
- Brasile  (4)
- Bulgaria  (10)
- Canada  (13)
- Cile  (4)
- Cina  (20)
- Colombia  (13)
- Corea del Nord  (12)
- Corea del Sud  (19)
- Croazia  (1)
- Cuba  (3)
- Danimarca  (10)
- Ecuador  (10)
- Egitto  (5)
- Emirati Arabi Uniti  (1)
- Estonia  (1)
- Filippine  (5)
- Finlandia  (9)
- Francia  (5)
- Georgia  (7)
- Germania  (11)
- Ghana  (2)
- Giappone  (20)
- Grecia  (3)
- India  (5)
- Indonesia  (10)
- Iran  (8)
- Iraq  (5)
- Irlanda  (1)
- Islanda  (3)
- Israele  (6)
- Italia  (10)
- Kazakistan  (20)
- Kosovo  (2)
- Lettonia  (4)
- Libano  (1)
- Lituania  (6)
- Madagascar  (5)
- Malta  (1)
- Mauritius  (1)
- Messico  (19)
- Moldavia  (4)
- Mongolia  (4)
- Nigeria  (5)
- Norvegia  (3)
- Nuova Zelanda  (3)
- Panama  (1)
- Perù  (2)
- Polonia  (9)
- Porto Rico  (8)
- Qatar  (1)
- Regno Unito  (9)
- Rep. Ceca  (8)
- Rep. Dominicana  (7)
- Romania  (4)
- Russia  (20)
- Saint Vincent e Grenadine  (1)
- Samoa  (5)
- Serbia  (2)
- Slovacchia  (8)
- Slovenia  (1)
- Spagna  (12)
- Sri Lanka  (6)
- Stati Uniti  (20)
- Sudafrica  (6)
- Svezia  (3)
- Svizzera  (2)
- Taipei cinese  (12)
- Thailandia  (19)
- Tonga  (3)
- Tunisia  (2)
- Turchia  (17)
- Turkmenistan  (12)
- Ucraina  (10)
- Ungheria  (3)
- Uruguay  (1)
- Uzbekistan  (12)
- Venezuela  (10)
- Vietnam  (5)

## Risultati
Sono stati stabiliti 33 record mondiali: 13 nel totale dell'esercizio, 20 nelle singole specialità. Inoltre, sono stati stabiliti altri 32 record mondiali juniores (Under-20) e 5 record mondiali giovanili (Under-18).

### Categorie maschili
| Evento                                  | Oro                           | Oro                           | Argento                       | Argento                       | Bronzo                        | Bronzo                        |
| Pesi mosca — 55 kg (Dettagli)           | Pesi mosca — 55 kg (Dettagli) | Pesi mosca — 55 kg (Dettagli) | Pesi mosca — 55 kg (Dettagli) | Pesi mosca — 55 kg (Dettagli) | Pesi mosca — 55 kg (Dettagli) | Pesi mosca — 55 kg (Dettagli) |
| --------------------------------------- | ----------------------------- | ----------------------------- | ----------------------------- | ----------------------------- | ----------------------------- | ----------------------------- |
| Strappo                                 | Om Yun-chol                   | 120 kg                        | Arli Chontey                  | 120 kg                        | Josué Brachi                  | 115 kg                        |
| Slancio                                 | Om Yun-chol                   | 162 kg                        | Lại Gia Thành                 | 142 kg                        | Angel Rusev                   | 140 kg                        |
| Totale                                  | Om Yun-chol                   | 282 kg                        | Arli Chontey                  | 258 kg                        | Mirco Scarantino              | 252 kg                        |
| Pesi gallo — 61 kg (Dettagli)           |                               |                               |                               |                               |                               |                               |
| Strappo                                 | Eko Yuli Irawan               | 143 kg                        | Li Fabin                      | 142 kg                        | Qin Fulin                     | 139 kg                        |
| Slancio                                 | Eko Yuli Irawan               | 174 kg                        | Qin Fulin                     | 169 kg                        | Francisco Mosquera            | 169 kg                        |
| Totale                                  | Eko Yuli Irawan               | 317 kg                        | Li Fabin                      | 310 kg                        | Qin Fulin                     | 308 kg                        |
| Pesi piuma — 67 kg (Dettagli)           |                               |                               |                               |                               |                               |                               |
| Strappo                                 | Huang Minhao                  | 152 kg                        | Chen Lijun                    | 150 kg                        | Julio Mayora                  | 147 kg                        |
| Slancio                                 | Chen Lijun                    | 182 kg                        | Doston Yoqubov                | 180 kg                        | Óscar Figueroa                | 178 kg                        |
| Totale                                  | Chen Lijun                    | 332 kg                        | Huang Minhao                  | 323 kg                        | Julio Mayora                  | 322 kg                        |
| Pesi leggeri — 73 kg (Dettagli)         |                               |                               |                               |                               |                               |                               |
| Strappo                                 | Shi Zhiyong                   | 164 kg                        | Vadzim Licharad               | 156 kg                        | Feng Lüdong                   | 155 kg                        |
| Slancio                                 | Shi Zhiyong                   | 196 kg                        | Won Jeong-sik                 | 195 kg                        | Ri Chong-song                 | 187 kg                        |
| Totale                                  | Shi Zhiyong                   | 360 kg                        | Won Jeong-sik                 | 348 kg                        | Vadzim Licharad               | 343 kg                        |
| Pesi medi — 81 kg (Dettagli)            |                               |                               |                               |                               |                               |                               |
| Strappo                                 | Mohamed Ihab                  | 173 kg                        | Lü Xiaojun                    | 172 kg                        | Li Dayin                      | 168 kg                        |
| Slancio                                 | Li Dayin                      | 204 kg                        | Lü Xiaojun                    | 202 kg                        | Mohamed Ihab                  | 200 kg                        |
| Totale                                  | Lü Xiaojun                    | 374 kg                        | Mohamed Ihab                  | 373 kg                        | Li Dayin                      | 372 kg                        |
| Pesi massimi leggeri — 89 kg (Dettagli) |                               |                               |                               |                               |                               |                               |
| Strappo                                 | Arley Méndez                  | 169 kg                        | Pavel Chadasevič              | 169 kg                        | Jhor Moreno                   | 168 kg                        |
| Slancio                                 | Artëm Okulov                  | 206 kg                        | Hakob Mkrtchyan               | 205 kg                        | Keydomar Vallenilla           | 204 kg                        |
| Totale                                  | Artëm Okulov                  | 372 kg                        | Pavel Chadasevič              | 371 kg                        | Revaz Davitadze               | 371 kg                        |
| Pesi mediomassimi — 96 kg (Dettagli)    |                               |                               |                               |                               |                               |                               |
| Strappo                                 | Sohrab Moradi                 | 186 kg                        | Tian Tao                      | 181 kg                        | Jaŭhen Cichancoŭ              | 180 kg                        |
| Slancio                                 | Sohrab Moradi                 | 230 kg                        | Tian Tao                      | 226 kg                        | Fares El-Bakh                 | 217 kg                        |
| Totale                                  | Sohrab Moradi                 | 416 kg                        | Tian Tao                      | 407 kg                        | Nicolae Onică                 | 391 kg                        |
| Pesi massimi primi — 102 kg (Dettagli)  |                               |                               |                               |                               |                               |                               |
| Strappo                                 | Akbar Djuraev                 | 180 kg                        | Ali Hashemi                   | 179 kg                        | Dmytro Čumak                  | 176 kg                        |
| Slancio                                 | Reza Beiranvand               | 218 kg                        | Dmytro Čumak                  | 217 kg                        | Ali Hashemi                   | 217 kg                        |
| Totale                                  | Ali Hashemi                   | 396 kg                        | Dmytro Čumak                  | 393 kg                        | Reza Beiranvand               | 393 kg                        |
| Pesi massimi — 109 kg (Dettagli)        |                               |                               |                               |                               |                               |                               |
| Strappo                                 | Yang Zhe                      | 196 kg                        | Simon Martirosyan             | 195 kg                        | Rodion Bočkov                 | 190 kg                        |
| Slancio                                 | Simon Martirosyan             | 240 kg                        | Arkadiusz Michalski           | 228 kg                        | Ruslan Nurudinov              | 227 kg                        |
| Totale                                  | Simon Martirosyan             | 435 kg                        | Yang Zhe                      | 419 kg                        | Arkadiusz Michalski           | 403 kg                        |
| Pesi supermassimi — +109 kg (Dettagli)  |                               |                               |                               |                               |                               |                               |
| Strappo                                 | Lasha T'alakhadze             | 217 kg                        | Gor Minasyan                  | 205 kg                        | Irakli Turmanidze             | 203 kg                        |
| Slancio                                 | Lasha T'alakhadze             | 257 kg                        | Gor Minasyan                  | 245 kg                        | Hojamuhammet Toýçyýew         | 240 kg                        |
| Totale                                  | Lasha T'alakhadze             | 474 kg                        | Gor Minasyan                  | 450 kg                        | Fernando Reis                 | 436 kg                        |

### Categorie femminili
| Evento                                  | Oro                           | Oro                           | Argento                       | Argento                       | Bronzo                        | Bronzo                        |
| Pesi mosca — 45 kg (Dettagli)           | Pesi mosca — 45 kg (Dettagli) | Pesi mosca — 45 kg (Dettagli) | Pesi mosca — 45 kg (Dettagli) | Pesi mosca — 45 kg (Dettagli) | Pesi mosca — 45 kg (Dettagli) | Pesi mosca — 45 kg (Dettagli) |
| --------------------------------------- | ----------------------------- | ----------------------------- | ----------------------------- | ----------------------------- | ----------------------------- | ----------------------------- |
| Strappo                                 | Chiraphan Nanthawong          | 76 kg                         | Ýulduz Jumabaýewa             | 75 kg                         | Alessandra Pagliaro           | 70 kg                         |
| Slancio                                 | Ýulduz Jumabaýewa             | 104 kg                        | Chiraphan Nanthawong          | 95 kg                         | Katherin Echandia             | 90 kg                         |
| Totale                                  | Ýulduz Jumabaýewa             | 179 kg                        | Chiraphan Nanthawong          | 171 kg                        | Katherin Echandia             | 157 kg                        |
| Pesi gallo — 49 kg (Dettagli)           |                               |                               |                               |                               |                               |                               |
| Strappo                                 | Hou Zhihui                    | 93 kg                         | Jiang Huihua                  | 92 kg                         | Beatriz Pirón                 | 84 kg                         |
| Slancio                                 | Hou Zhihui                    | 115 kg                        | Jiang Huihua                  | 114 kg                        | Elena Andrieș                 | 105 kg                        |
| Totale                                  | Hou Zhihui                    | 208 kg                        | Jiang Huihua                  | 206 kg                        | Elena Andrieș                 | 188 kg                        |
| Pesi piuma — 55 kg (Dettagli)           |                               |                               |                               |                               |                               |                               |
| Strappo                                 | Li Yajun                      | 102 kg                        | Zhang Wanqiong                | 101 kg                        | Muattar Nabieva               | 98 kg                         |
| Slancio                                 | Zhang Wanqiong                | 124 kg                        | Li Yajun                      | 123 kg                        | Zul'fija Činšanlo             | 120 kg                        |
| Totale                                  | Li Yajun                      | 225 kg                        | Zhang Wanqiong                | 225 kg                        | Zul'fija Činšanlo             | 213 kg                        |
| Pesi leggeri — 59 kg (Dettagli)         |                               |                               |                               |                               |                               |                               |
| Strappo                                 | Kuo Hsing-chun                | 105 kg                        | Hoàng Thị Duyên               | 103 kg                        | Rebeka Koha                   | 103 kg                        |
| Slancio                                 | Chen Guiming                  | 133 kg                        | Kuo Hsing-chun                | 132 kg                        | Mikiko Andō                   | 131 kg                        |
| Totale                                  | Kuo Hsing-chun                | 237 kg                        | Chen Guiming                  | 231 kg                        | Rebeka Koha                   | 227 kg                        |
| Pesi medi — 64 kg (Dettagli)            |                               |                               |                               |                               |                               |                               |
| Strappo                                 | Deng Wei                      | 112 kg                        | Loredana Toma                 | 110 kg                        | Karina Goricheva              | 107 kg                        |
| Slancio                                 | Deng Wei                      | 140 kg                        | Rim Un-sim                    | 134 kg                        | Mercedes Pérez                | 127 kg                        |
| Totale                                  | Deng Wei                      | 252 kg                        | Rim Un-sim                    | 239 kg                        | Loredana Toma                 | 234 kg                        |
| Pesi massimi leggeri — 71 kg (Dettagli) |                               |                               |                               |                               |                               |                               |
| Strappo                                 | Zhang Wangli                  | 115 kg                        | Nadežda Lichačёva             | 112 kg                        | Sara Ahmed                    | 111 kg                        |
| Slancio                                 | Zhang Wangli                  | 152 kg                        | Sara Ahmed                    | 141 kg                        | Mattie Rogers                 | 133 kg                        |
| Totale                                  | Zhang Wangli                  | 267 kg                        | Sara Ahmed                    | 252 kg                        | Nadežda Lichačёva             | 242 kg                        |
| Pesi mediomassimi — 76 kg (Dettagli)    |                               |                               |                               |                               |                               |                               |
| Strappo                                 | Rim Jong-sim                  | 119 kg                        | Wang Zhouyu                   | 118 kg                        | Neisi Dajomes                 | 117 kg                        |
| Slancio                                 | Wang Zhouyu                   | 152 kg                        | Rim Jong-sim                  | 150 kg                        | Leidy Solís                   | 146 kg                        |
| Totale                                  | Wang Zhouyu                   | 270 kg                        | Rim Jong-sim                  | 269 kg                        | Neisi Dajomes                 | 259 kg                        |
| Pesi massimi primi — 81 kg (Dettagli)   |                               |                               |                               |                               |                               |                               |
| Strappo                                 | Lidia Valentín                | 113 kg                        | Raushan Meshitkhanova         | 108 kg                        | Dar'ja Navumava               | 108 kg                        |
| Slancio                                 | Dar'ja Navumava               | 137 kg                        | Tamara Salazar                | 137 kg                        | Lidia Valentín                | 136 kg                        |
| Totale                                  | Lidia Valentín                | 249 kg                        | Dar'ja Navumava               | 245 kg                        | Tamara Salazar                | 242 kg                        |
| Pesi massimi — 87 kg (Dettagli)         |                               |                               |                               |                               |                               |                               |
| Strappo                                 | Ao Hui                        | 117 kg                        | Crismery Santana              | 116 kg                        | Kim Un-ju                     | 111 kg                        |
| Slancio                                 | Kim Un-ju                     | 152 kg                        | Ao Hui                        | 151 kg                        | María Fernanda Valdés         | 140 kg                        |
| Totale                                  | Ao Hui                        | 268 kg                        | Kim Un-ju                     | 263 kg                        | Crismery Santana              | 254 kg                        |
| Pesi supermassimi — +87 kg (Dettagli)   |                               |                               |                               |                               |                               |                               |
| Strappo                                 | Tat'jana Kaširina             | 145 kg                        | Meng Suping                   | 143 kg                        | Kim Kuk-hyang                 | 130 kg                        |
| Slancio                                 | Tat'jana Kaširina             | 185 kg                        | Meng Suping                   | 184 kg                        | Kim Kuk-hyang                 | 165 kg                        |
| Totale                                  | Tat'jana Kaširina             | 330 kg                        | Meng Suping                   | 327 kg                        | Kim Kuk-hyang                 | 295 kg                        |

## Medagliere

### Grandi (totale)
Riferito al totale dell'esercizio.
| Posiz.              | Nazione             | Oro | Argento | Bronzo | Totale |
| ------------------- | ------------------- | --- | ------- | ------ | ------ |
| 1                   | Cina                | 9   | 8       | 2      | 19     |
| 2                   | Iran                | 2   | 0       | 1      | 3      |
| 3                   | Russia              | 2   | 0       | 0      | 2      |
| 4                   | Corea del Nord      | 1   | 3       | 1      | 5      |
| 5                   | Armenia             | 1   | 1       | 0      | 2      |
| 6                   | Georgia             | 1   | 0       | 1      | 2      |
| 7                   | Indonesia           | 1   | 0       | 0      | 1      |
| 7                   | Spagna              | 1   | 0       | 0      | 1      |
| 7                   | Taipei cinese       | 1   | 0       | 0      | 1      |
| 7                   | Turkmenistan        | 1   | 0       | 0      | 1      |
| 11                  | Bielorussia         | 0   | 2       | 1      | 3      |
| 12                  | Egitto              | 0   | 2       | 0      | 2      |
| 13                  | Kazakistan          | 0   | 1       | 2      | 3      |
| 14                  | Corea del Sud       | 0   | 1       | 0      | 1      |
| 14                  | Thailandia          | 0   | 1       | 0      | 1      |
| 14                  | Ucraina             | 0   | 1       | 0      | 1      |
| 17                  | Romania             | 0   | 0       | 3      | 3      |
| 18                  | Ecuador             | 0   | 0       | 2      | 2      |
| 18                  | Venezuela           | 0   | 0       | 2      | 2      |
| 20                  | Brasile             | 0   | 0       | 1      | 1      |
| 20                  | Italia              | 0   | 0       | 1      | 1      |
| 20                  | Lettonia            | 0   | 0       | 1      | 1      |
| 20                  | Polonia             | 0   | 0       | 1      | 1      |
| 20                  | Rep. Dominicana     | 0   | 0       | 1      | 1      |
| Totale (24 nazioni) | Totale (24 nazioni) | 20  | 20      | 20     | 60     |

### Grandi (totale) e Piccole (Strappo e Slancio)
Riferito al totale dell'esercizio e delle due specialità.
| Posiz.              | Nazione             | Oro | Argento | Bronzo | Totale |
| ------------------- | ------------------- | --- | ------- | ------ | ------ |
| 1                   | Cina                | 26  | 23      | 5      | 54     |
| 2                   | Corea del Nord      | 5   | 5       | 5      | 15     |
| 3                   | Iran                | 5   | 1       | 2      | 8      |
| 4                   | Russia              | 5   | 0       | 1      | 6      |
| 5                   | Georgia             | 3   | 0       | 2      | 5      |
| 6                   | Indonesia           | 3   | 0       | 0      | 3      |
| 7                   | Armenia             | 2   | 5       | 0      | 7      |
| 8                   | Turkmenistan        | 2   | 1       | 1      | 4      |
| 9                   | Taipei cinese       | 2   | 1       | 0      | 3      |
| 10                  | Spagna              | 2   | 0       | 2      | 4      |
| 11                  | Bielorussia         | 1   | 4       | 3      | 8      |
| 12                  | Egitto              | 1   | 3       | 2      | 6      |
| 13                  | Thailandia          | 1   | 2       | 0      | 3      |
| 14                  | Uzbekistan          | 1   | 1       | 2      | 4      |
| 15                  | Cile                | 1   | 0       | 1      | 2      |
| 16                  | Kazakistan          | 0   | 4       | 4      | 8      |
| 17                  | Ucraina             | 0   | 2       | 1      | 3      |
| 18                  | Corea del Sud       | 0   | 2       | 0      | 2      |
| 18                  | Vietnam             | 0   | 2       | 0      | 2      |
| 20                  | Romania             | 0   | 1       | 4      | 5      |
| 21                  | Ecuador             | 0   | 1       | 3      | 4      |
| 22                  | Rep. Dominicana     | 0   | 1       | 2      | 3      |
| 23                  | Polonia             | 0   | 1       | 1      | 2      |
| 24                  | Colombia            | 0   | 0       | 5      | 5      |
| 24                  | Venezuela           | 0   | 0       | 5      | 5      |
| 26                  | Italia              | 0   | 0       | 2      | 2      |
| 26                  | Lettonia            | 0   | 0       | 2      | 2      |
| 28                  | Brasile             | 0   | 0       | 1      | 1      |
| 28                  | Bulgaria            | 0   | 0       | 1      | 1      |
| 28                  | Giappone            | 0   | 0       | 1      | 1      |
| 28                  | Qatar               | 0   | 0       | 1      | 1      |
| 28                  | Stati Uniti         | 0   | 0       | 1      | 1      |
| Totale (32 nazioni) | Totale (32 nazioni) | 60  | 60      | 60     | 180    |

## Classifica a squadre

### Sistema di punteggio
Il sistema di punteggio è basato sui punti distribuiti per l'esercizio totale e le due specialità in base allo schema adottato nel 1996:

### Categorie maschili
| Pos. | Squadra             | Punti |
| ---- | ------------------- | ----- |
| 1    | Cina                | 724   |
| 2    | Bielorussia         | 482   |
| 3    | Iran                | 448   |
| 4    | Russia              | 428   |
| 5    | Georgia             | 395   |
| 6    | Corea del Sud       | 389   |
| 7    | Kazakistan          | 367   |
| 8    | Colombia            | 343   |
| 9    | Uzbekistan          | 336   |
| 10   | Giappone            | 316   |
| 11   | Stati Uniti         | 291   |
| 12   | Corea del Nord      | 265   |
| 13   | Bulgaria            | 252   |
| 14   | Messico             | 228   |
| 15   | Indonesia           | 226   |
| 16   | Spagna              | 220   |
| 17   | Thailandia          | 218   |
| 18   | Armenia             | 212   |
| 19   | Venezuela           | 212   |
| 20   | Ucraina             | 193   |
| 21   | Italia              | 180   |
| 22   | Germania            | 179   |
| 23   | Iraq                | 172   |
| 24   | Turchia             | 141   |
| 25   | Turkmenistan        | 131   |
| 26   | Albania             | 120   |
| 27   | Ecuador             | 117   |
| 28   | Egitto              | 108   |
| 29   | Lettonia            | 104   |
| 30   | Brasile             | 103   |
| 31   | Taipei cinese       | 88    |
| 32   | Vietnam             | 87    |
| 33   | Samoa               | 87    |
| 34   | Polonia             | 86    |
| 35   | Canada              | 82    |
| 36   | Rep. Ceca           | 80    |
| 37   | Cile                | 74    |
| 38   | Slovacchia          | 71    |
| 39   | Lituania            | 71    |
| 40   | Francia             | 68    |
| 41   | Romania             | 66    |
| 42   | Cuba                | 62    |
| 43   | Qatar               | 61    |
| 44   | Estonia             | 56    |
| 45   | Rep. Dominicana     | 56    |
| 46   | Tunisia             | 53    |
| 47   | Filippine           | 49    |
| 48   | Ungheria            | 46    |
| 49   | Serbia              | 39    |
| 50   | Austria             | 38    |
| 51   | Arabia Saudita      | 33    |
| 52   | Nuova Zelanda       | 32    |
| 53   | Finlandia           | 30    |
| 54   | Israele             | 29    |
| 55   | India               | 26    |
| 56   | Algeria             | 21    |
| 57   | Sudafrica           | 20    |
| 58   | Ghana               | 15    |
| 59   | Perù                | 13    |
| 60   | Regno Unito         | 11    |
| 61   | Azerbaigian         | 10    |
| 62   | Porto Rico          | 9     |
| 63   | Norvegia            | 6     |
| 64   | Moldavia            | 5     |
| 65   | Grecia              | 2     |
| —    | Danimarca           | 0     |
| —    | Tonga               | 0     |
| —    | Australia           | 0     |
| —    | Croazia             | 0     |
| —    | Irlanda             | 0     |
| —    | Islanda             | 0     |
| —    | Kosovo              | 0     |
| —    | Emirati Arabi Uniti | 0     |
| —    | Sri Lanka           | 0     |
| —    | Madagascar          | 0     |

### Categorie femminili
| Pos. | Squadra                   | Punti |
| ---- | ------------------------- | ----- |
| 1    | Cina                      | 766   |
| 2    | Thailandia                | 696   |
| 3    | Kazakistan                | 460   |
| 4    | Russia                    | 459   |
| 5    | Stati Uniti               | 431   |
| 6    | Messico                   | 397   |
| 7    | Corea del Nord            | 356   |
| 8    | Ecuador                   | 331   |
| 9    | Colombia                  | 307   |
| 10   | Taipei cinese             | 259   |
| 11   | Corea del Sud             | 257   |
| 12   | Giappone                  | 251   |
| 13   | Venezuela                 | 224   |
| 14   | Turkmenistan              | 209   |
| 15   | Canada                    | 200   |
| 16   | Turchia                   | 195   |
| 17   | Rep. Dominicana           | 191   |
| 18   | Romania                   | 188   |
| 19   | Indonesia                 | 187   |
| 20   | Polonia                   | 179   |
| 21   | Vietnam                   | 175   |
| 22   | Uzbekistan                | 142   |
| 23   | Italia                    | 141   |
| 24   | Nigeria                   | 139   |
| 25   | Francia                   | 126   |
| 26   | Egitto                    | 122   |
| 27   | Ucraina                   | 106   |
| 28   | Bielorussia               | 101   |
| 29   | Regno Unito               | 95    |
| 30   | Spagna                    | 91    |
| 31   | Armenia                   | 89    |
| 32   | Svezia                    | 78    |
| 33   | Filippine                 | 77    |
| 34   | Germania                  | 74    |
| 35   | Lettonia                  | 66    |
| 36   | Cile                      | 66    |
| 37   | Finlandia                 | 65    |
| 38   | Moldavia                  | 64    |
| 39   | Bulgaria                  | 58    |
| 40   | Tunisia                   | 56    |
| 41   | Porto Rico                | 56    |
| 42   | Australia                 | 50    |
| 43   | India                     | 47    |
| 44   | Ungheria                  | 46    |
| 45   | Belgio                    | 45    |
| 46   | Mongolia                  | 39    |
| 47   | Danimarca                 | 38    |
| 48   | Rep. Ceca                 | 35    |
| 49   | Samoa                     | 34    |
| 50   | Svizzera                  | 34    |
| 51   | Mauritius                 | 29    |
| 52   | Slovacchia                | 29    |
| 53   | Brasile                   | 28    |
| 54   | Grecia                    | 26    |
| 55   | Saint Vincent e Grenadine | 16    |
| 56   | Perù                      | 11    |
| 57   | Tonga                     | 10    |
| 58   | Islanda                   | 8     |
| 59   | Israele                   | 7     |
| 60   | Libano                    | 2     |
| —    | Norvegia                  | 0     |
| —    | Sudafrica                 | 0     |
| —    | Bangladesh                | 0     |
| —    | Kosovo                    | 0     |
| —    | Malta                     | 0     |
| —    | Nuova Zelanda             | 0     |
| —    | Slovenia                  | 0     |
| —    | Uruguay                   | 0     |
| —    | Madagascar                | 0     |
| —    | Sri Lanka                 | 0     |
| —    | Panama                    | 0     |

Dopo le squalifiche, la classifica – limitatamente alle prime sei posizioni – è la seguente:
| Pos. | Squadra       | Punti |
| ---- | ------------- | ----- |
| 1    | Cina          | 724   |
| 2    | Bielorussia   | 468   |
| 3    | Iran          | 452   |
| 4    | Russia        | 434   |
| 5    | Georgia       | 395   |
| 6    | Corea del Sud | 391   |

| Pos. | Squadra        | Punti |
| ---- | -------------- | ----- |
| 1    | Cina           | 797   |
| 2    | Kazakistan     | 488   |
| 3    | Russia         | 483   |
| 4    | Stati Uniti    | 462   |
| 5    | Messico        | 421   |
| 6    | Corea del Nord | 368   |